# 松本救助
松本 救助（まつもと きゅうじょ），日本女性漫画家。主要在青年漫畫雜誌上進行連載、以筆名發表創作女性向作品。

## 經歷
以「松本とりも」筆名，於2011年的〈Comic Cawaii!〉上刊載的短篇《メダホルマー・シグマ》而出道。同一年、同雜誌上正式連載《Bar：Mangalica》而出道。現在則以「松本救助」筆名在〈Young Animal〉雜誌上進行作品發表創作，延續至今。

### 匈牙利的貴賓
在連載網路漫畫《Bar:Mangalica》的這段期間，作者在新宿黃金街跟一名專門研究曼加利察豬博士聊天。提到匈牙利的肉製品加工廠皮克塞格德公司東京事務所一直都在調查日本國内有關曼加利察豬在網際網路上流通的詐騙假貨的相關紀錄，結果找到了松本的作品有類似的情節。原來所謂的曼加利察豬是匈牙利的國寶。皮克塞格德公司東京事務所所長在參觀曼加利察豬的肉品加工的這段期間，社長和松本進行了交談，表示希望能靠她提供一些協助。因緣際會下於是松本、「海部俊樹原總理」「天皇皇后兩陛下」都一起受到匈牙利的貴賓熱情邀請希望一同用餐。
受到匈牙利貴賓的熱情招待後，和奧班·維克多總理用餐期間，聊到了匈牙利的電視節目上的演出和這件事情的始末，而松本也開始著手新書的描繪作業。
接著2017年時，皮克塞格德公司與新書《ブタが好きすぎてハンガリーの国賓になりました》剛出版不久的時候、所長已成為駐日匈牙利大使的接待人員、2017年1月24日於匈牙利大使館（東京都港區）松本與主賓一起迎接「國寶豚曼加利察豬食品試吃會」跟Poplar社（ポプラ社）、Pick社（ピック社）的共同企劃終於成功舉行。

## 作品列表
- Bar：Mangalica（Comic Cawaii!、2011年7月-2012年12月、主婦の友社、全6卷[3]）※松本とりも名義
- （Comic Cawaii!、2012年11月-12月、主婦の友社）※松本とりも名義
- （Young Animal、2013年No.2-2014年No.18、不定期連載、白泉社、全2卷）
- 《我的癡女前妻》系列（モトヨメシリーズ）（原作：原田重光、Young Animal嵐、2013年No.12-2014年No.7、2015年No.6-2016年No.10、2016年No.12-連載中、白泉社、共4卷）青文出版
- （原作：高田崇史、webメフィスト、2014年1月7日配信開始、講談社、全2卷）
- （週刊漫画TIMES、2013年8月23日号到2015年2月13日号起不定期連載、芳文社、全1卷）
- 一支獨享!!～幸福的日本酒～（いっぽん!!〜しあわせの日本酒〜）（原作：増田晶文、GRAND JUMP、2015年24号 - 連載中）尖端出版
- 眼鏡橋華子的見解（眼鏡橋華子の見立て）（Morning、2015年48号 - 連載中）
- （ポプラ社、2017年）
- 《魔女單身三百年》（原作：原田重光）

## 師傅
- 蜷川ヤエコ

## 多媒體演出
- アップデート大学（朝日電視台、2017年6月22日(21日深夜)）
- 激レアさんを連れてきた。（朝日電視台、2017年11月6日）

## 外部連結
- 松本山 （页面存档备份，存于） - 本人的部落格
- 松本救助的X（前Twitter）
- Young Animal Web・作品紹介（第1話可以免費試閱）
- SOS的pixiv